# 통인동 이상 가옥
통인동 이상 가옥은 2004년 9월 4일 대한민국의 국가등록문화재 제88호로 지정<되었다가, 2008년 6월 23일 문화재 지정이 해제되었다.
이후 2011년 4월부터 작가 이상의 기념관으로 개관하였다.

## 문화재 지정사유
누상동 가옥은 화가 이중섭 선생이 유일한 개인전인 미도파화랑 전시회를 준비하던 곳이다. 이중섭 선생은 소, 닭, 어린이, 가족 등 향토성이 강하며 동화적이고 동시에 자전적인 소재를 많이 사용하여 작품활동을 하였으며, 민족적 소재와 개성적인 화풍을 화단에 도입하여 우리나라 회화발전에 지대한 공헌을 한 서양화가이다.

## 문화재 해제 사유
문화재 등록 가옥의 연혁에 대한 정밀조사 결과 시인 이상(李箱)과는 관계가 없음

## 이상 기념관
작가 이상의 집으로 알려졌지만 1943년 헐린 뒤 다시 지어진 건물로 밝혀져 등록이 취소되었다. 재단법인 김수근 문화재단에서 소유하고 있었지만 등록이 취소된 후 2009년 한국문화유산신탁에서 주택과 터를 매입하였다. 한국문화유산신탁은 주택을 철거하고 부지에 이상 기념관을 세우려고 했으나 서촌지역의 주민들이 전통가옥 보존을 이유로 반대하였고, 결국 한옥을 보존하는 형태의 이상 기념관을 건립하기로 합의해 2011년 4월 개관 이후 2014년 3월 재개관을 하였다.

## 참고 자료
- 통인동 이상 가옥 - 국가유산청 국가유산포털